# Krzysztof Meyer: Chansons d’un rêveur solitaire, Op. 116 / Symphony No. 8 "Sinfonia da Requiem", Op. 111
Krzysztof Meyer: Chansons d’un rêveur solitaire, Op. 116 / Symphony No. 8 "Sinfonia da Requiem", Op. 111 – album muzyki współczesnej skomponowanej przez Polaka Krzysztofa Meyera („Pieśni samotnego marzyciela” i inspirowana zbrodniami na narodzie żydowskim Symfonia nr 8 „Sinfonia da requiem”) w wykonaniu niemieckiej sopranistki Claudii Barainsky, Narodowej Orkiestry Symfonicznej Polskiego Radia w Katowicach pod batutą Łukasza Borowicza oraz Chóru Mieszanego Filharmonii im. Karola Szymanowskiego w Krakowie pod kierownictwem Teresy Majki-Pacanek. Płyta CD została wydana 14 października 2019 przez DUX (nr kat. DUX 1569). Album uzyskał nominację do Fryderyka 2020 jako Album Roku Muzyka Współczesna.

## Lista utworów
- Pieśni samotnego marzyciela na sopran i orkiestrę do słów Paula Verline’a op. 116 / Chansons d’un reveur solitaire for soprano and orchest a to the lyrics by Paul Verlaine, Op. 116 (2011–2012)
  - 1. Chanson d´automne [6:50]
  - 2. Les Coquillages [2:52]
  - 3. Les soleils couchants [4:45]
  - 4. Marine [2:19]
  - 5. Serenade [9:01]
- Symfonia nr 8 „Sinfonia da requiem” do słów Adama Zagajewskiego op. 111 / Symphony No. 8 “Sinfonia da requiem” to the lyrics by Adam Zagajewki, Op. 111 (2009–2013)
  - 6. Jedwabne [5:21]
  - 7. Con ira [6:02]
  - 8. Nienapisana elegia dla Żydów krakowskich | Unwritten Elegy for Krakow´s Jews [11:14]
  - 9. Dożywocie | Life sentence [10:03]
  - 10. Persefona | Persephone [7:29]